# Sarah Drew
Sarah White Drew (Stony Brook, 1º ottobre 1980) è un'attrice statunitense, nota principalmente per il ruolo di April Kepner nella serie televisiva Grey's Anatomy.

## Biografia
Sarah è nata a Charlottesville in Virginia e cresciuta a Stony Brook, New York a Long Island. Sua madre, la dottoressa Jean Drew, è un'insegnante di scienze. Suo padre, Charles Drew, è il pastore senior della Emmanuel Presbyterian Church di New York. L'attore Benjamin McKenzie è suo cugino di secondo grado, lo stesso attore ha avuto una relazione con la collega di Sarah nel telefilm Everwood Emily VanCamp.
Ha iniziato a recitare in commedie scolastiche per proseguire con il Take One Theatre Arts e Summerstock, un teatro statunitense che produce spettacoli generalmente nei mesi estivi.
Ha conseguito la laurea in Recitazione presso l'Università della Virginia nel 2002.

### Vita privata
Nel 2002 ha sposato Peter Lanfer, professore alla UCLA University.
Il 18 gennaio 2012 a Los Angeles è nato il loro primo figlio Micah Emmanuel Lanfer. Nel 2014 rimane incinta del loro secondo figlio.
Il 3 dicembre 2014 dà alla luce la figlia Hannah Mali Rose Lanfer. L'annuncio del lieto evento viene dato il 9 dicembre, tramite Twitter.

## Carriera
Nel 1997, mentre era ancora al liceo, Sarah è stata doppiatrice nella serie animata Daria, interpretando il personaggio Stacy Rowe.
Nel 2001, fece il suo debutto nel ruolo di Giulietta in Romeo e Giulietta al Teatro McCarter di Princeton, New Jersey.
Ha debuttato Broadway nel 2003 con la commedia Vincent in Brixton. La sua prima esperienza televisiva fu con un ruolo di guest star nella serie Wonderfalls ed in seguito nel lungometraggio Mi chiamano Radio, interpretato da Cuba Gooding Jr..
Tra il 2004 e il 2006 ha interpretato il ruolo di Hannah Rogers nella serie TV Everwood. Tra il giugno 2010 e l'aprile 2018 ha interpretato il ruolo della dottoressa April Kepner nel medical drama Grey's Anatomy. Sempre nel 2018 è stata scritturata per interpretare il reboot della serie New York New York (Cagney & Lacey).

## Filmografia

### Attrice

#### Cinema
- Mi chiamano Radio (Radio), regia di Michael Tollin (2003)
- The Baxter, regia di Michael Showalter (2005)
- Locked Upstairs, regia di Allison Cook - cortometraggio (2006)
- American Pastime, regia di Desmond Nakano (2007)
- The Violin, regia di Inbar Gilboa - cortometraggio (2007)
- Wieners - Un viaggio da sballo (Wieners), regia di Mark Steilen (2008)
- Tug, regia di Abram Makowka (2010)
- Mamma che notte! (Mom's Night Out), regia di Andrew Erwin e Jon Erwin (2014)
- Indivisible, regia di David G. Evans (2018)
- A Cohort of Guests, regia diTodd Sandler - cortometraggio (2019)

#### Televisione
- Wonderfalls - serie TV, episodio 1x03 (2004)
- Everwood - serie TV, 38 episodi (2004-2006)
- Cold Case - Delitti irrisolti (Cold Case) - serie TV, episodio 4x06 (2006)
- Reinventing the Wheelers, regia di Lawrence Trilling - film TV (2007)
- Law & Order - Unità vittime speciali (Law & Order: Special Victims Unit) - serie TV, episodi 8x18 (2007)
- La mia fedele compagna (Front of the Class), regia di Peter Werner - film TV (2008)
- Medium - serie TV, episodi 4x09-4x10 (2008)
- Privileged - serie TV, episodio 1x09 (2008)
- Hallmark Hall of Fame - serie TV, episodio 58x01 (2008)
- Front of the class - film TV (2008)
- Private Practice - serie TV, episodi 2x09-2x13 (2008-2009)
- Mad Men - serie TV, 4 episodi (2008-2009)
- Castle - serie TV, episodio 1x02 (2009)
- Numb3rs - serie TV, episodio 5x23 (2009)
- In Plain Sight - Protezione testimoni (In Plain Sight) - serie TV, episodio 2x05 (2009)
- Glee - serie TV, episodio 1x10 (2009)
- Grey's Anatomy - serie TV, 205 episodi (2009-2018, 2022) - April Kepner
- Supernatural - serie TV, episodio 5x12 (2010)
- Miami Medical - serie TV, episodio 1x03 (2010)
- Seattle Grace: Message of Hope - serie TV, episodio sconosciuto (2010)
- Headlights, regia di Justin Memovich - video (2013)
- Waking Marshall Walker, regia di Gabriel Baron e Bjorn Thorstad - cortometraggio (2013)
- Cagney and Lacey, regia di Rosemary Rodriguez - film TV (2018)
- Cupido natalizio (Christmas Pen Pals), regia di Carley Smale - film TV (2018)
- L'amore a Natale (Twinkle All The Way), regia di Brian Herzlinger (2019)
- Natale a Vienna (Christmas in Vienna), regia di Maclain Nelson - film TV (2020)
- Cruel Summer – serie TV, 6 episodi (2021)
- One Summer, regia di Rich Newey - film TV (2021)
- Ambra Chiaro (Amber Brown), – serie TV, 11 episodi (2022–in corso)

### Doppiatrice
- Daria - serie animata, 26 episodi (1997-2001)
- Daria - The movie: È già autunno? (Is It Fall Yet?), regia di Karen Disher e Guy Moore - film d'animazione (2000)
- È già college? (Is It College Yet?), regia di Karen Disher - film d'animazione (2002)

## Doppiatrici italiane
Nelle versioni in italiano delle opere in cui ha recitato, Sarah Drew è stata doppiata da:
- Federica De Bortoli in Grey's Anatomy, Private Practice
- Selvaggia Quattrini in  Natale a Vienna, Il faro dei ricordi
- Perla Liberatori in La mia fedele compagna
- Connie Bismuto ne Mi chiamano Radio
- Ilaria Latini in Cold Case - Delitti irrisolti
- Francesca Manicone in Mad Men
- Gemma Donati in Everwood
- Tiziana Martello in American Pastime
- Eleonora Reti in Glee
- Beatrice Margiotti in Castle
- Jessica Bologna in Un matrimonio sotto l'albero